# أليكس غوردون (لاعب اتحاد الرغبي)
أليكس غوردون (بالإنجليزية: Alex Gordon)‏ هو لاعب اتحاد الرغبي أمريكي، ولد في 30 يوليو 1991 في ألباني في الولايات المتحدة.